# 흥국사 (고양시)
흥국사(興國寺)는 경기도 고양시에 있는 대한불교조계종 소속 사찰이다. 고양 덕양구의 한미산 기슭에 있으며, 본·말사 체계에 속해있지 않은 조계종 직할교구이다.

## 개요
신라 문무왕 원년인 661년에 원효가 북한산에서 수행하다가 약사여래를 만난 곳에 흥성암(興聖庵)이라는 절을 지은 것이 흥국사의 시초라고 전해진다. 원효는 본전에 약사여래가 봉안하면서 상서로운 기운이 일어난 곳이라 많은 성인 배출될 것이라는 뜻에서 흥성이라는 이름을 붙였다.
이후 오랫동안 사찰의 연혁이 전해지지 않다가 조선 숙종 12년인 1686년에 중창하면서 다시 부흥하기 시작했다. 특히 영조가 생모인 숙빈 최씨의 묘인 소녕원에 다녀오던 길에 이 절에 들렀다가, 직접 지은 시를 편액으로 만들어 내리고 숙빈 최씨의 원찰로 삼으면서 영조와 정조 대에 크게 발전했다. 영조가 하룻밤 머문 후 절 이름은 흥국사로 개칭되었으며, 절이 자리잡은 산도 원래 이름인 노고산에서 한미산으로 바뀌었다.
북한산성 입구 쪽에 위치해 있고, 한미산이 군사보호구역으로 출입이 통제되어 사람의 손길이 많이 닿지 않았다. 본전인 약사전 안에는 약사여래상과 정조 16년에 제작된 약사후불탱화가 있다. 극락구품도와 괘불 탱화가 경기도 유형문화재로, 약사전과 목조 아미타여래좌상은 경기도 문화재자료로, 칠성각을 고쳐 지은 나한전이 고양시 향토문화재로 지정되어 있다. 이 가운데 극락구품도는 전체 그림을 아홉 개의 부분으로 나누어 극락을 묘사한 그림이다.

## 소장 문화재

### 등록문화재
- 고양 흥국사 대방 - 등록문화재 제592호

### 시도 지정문화재
- 고양 흥국사 극락구품도 - 경기도 유형문화재 제143호
- 고양 흥국사 괘불 - 경기도 유형문화재 제189호
- 고양 흥국사 약사전 - 경기도 문화재자료 제57호
- 고양 흥국사 목조아미타여래좌상 - 경기도 문화재자료 제104호

### 시군 향토유적
- 고양 흥국사 나한전 - 고양시 향토유적 제34호

## 사진

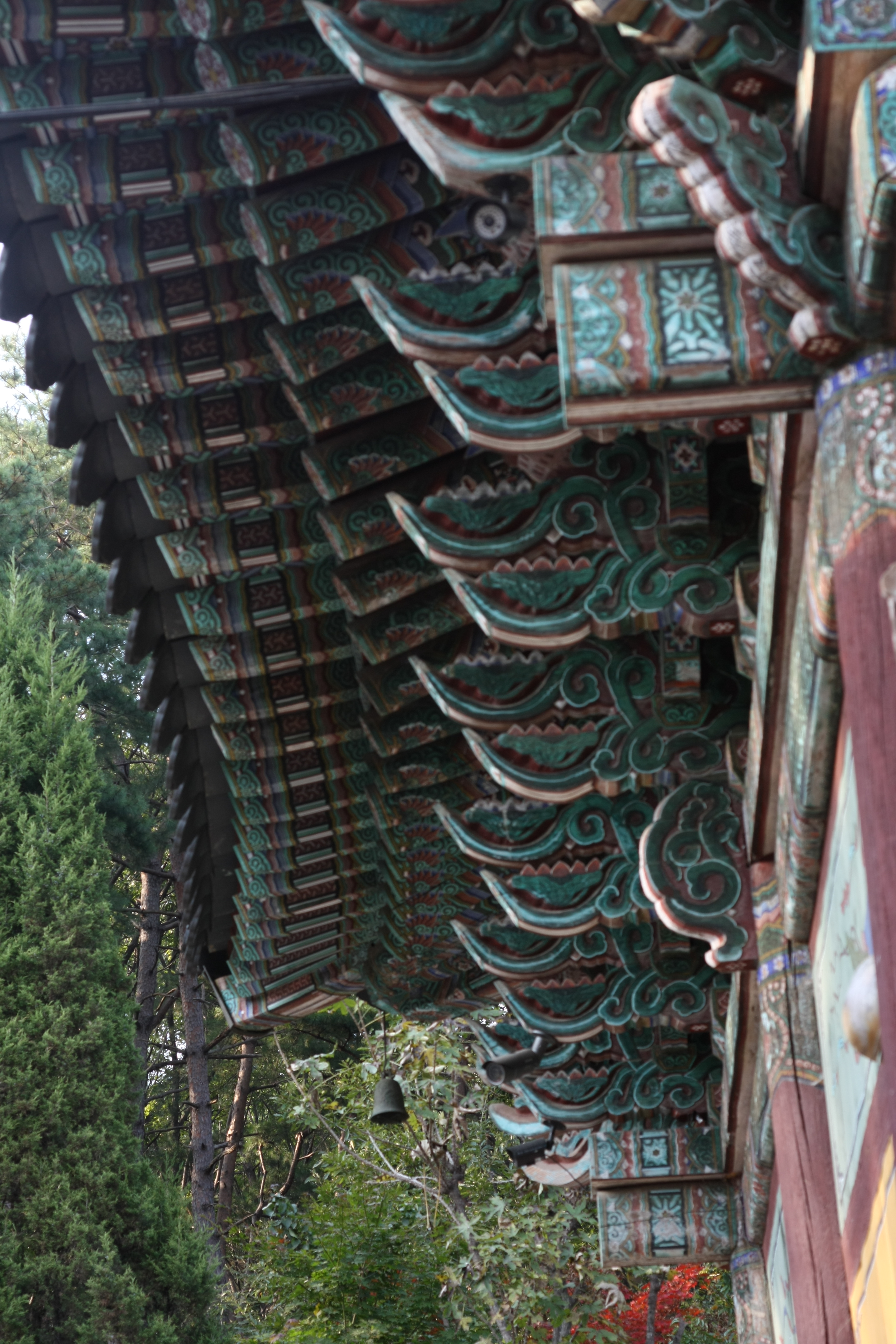
약사전 단청
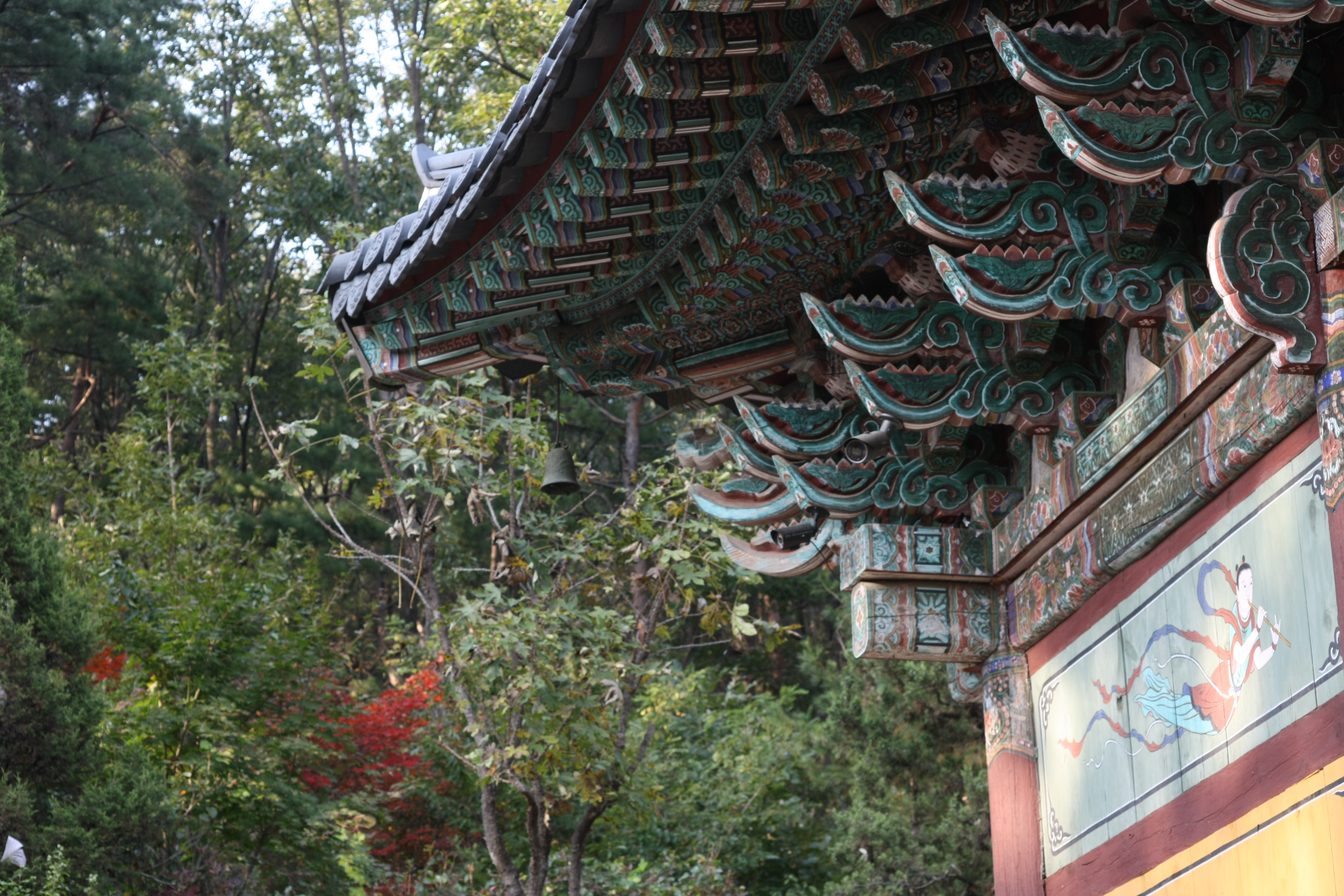
약사전 단청
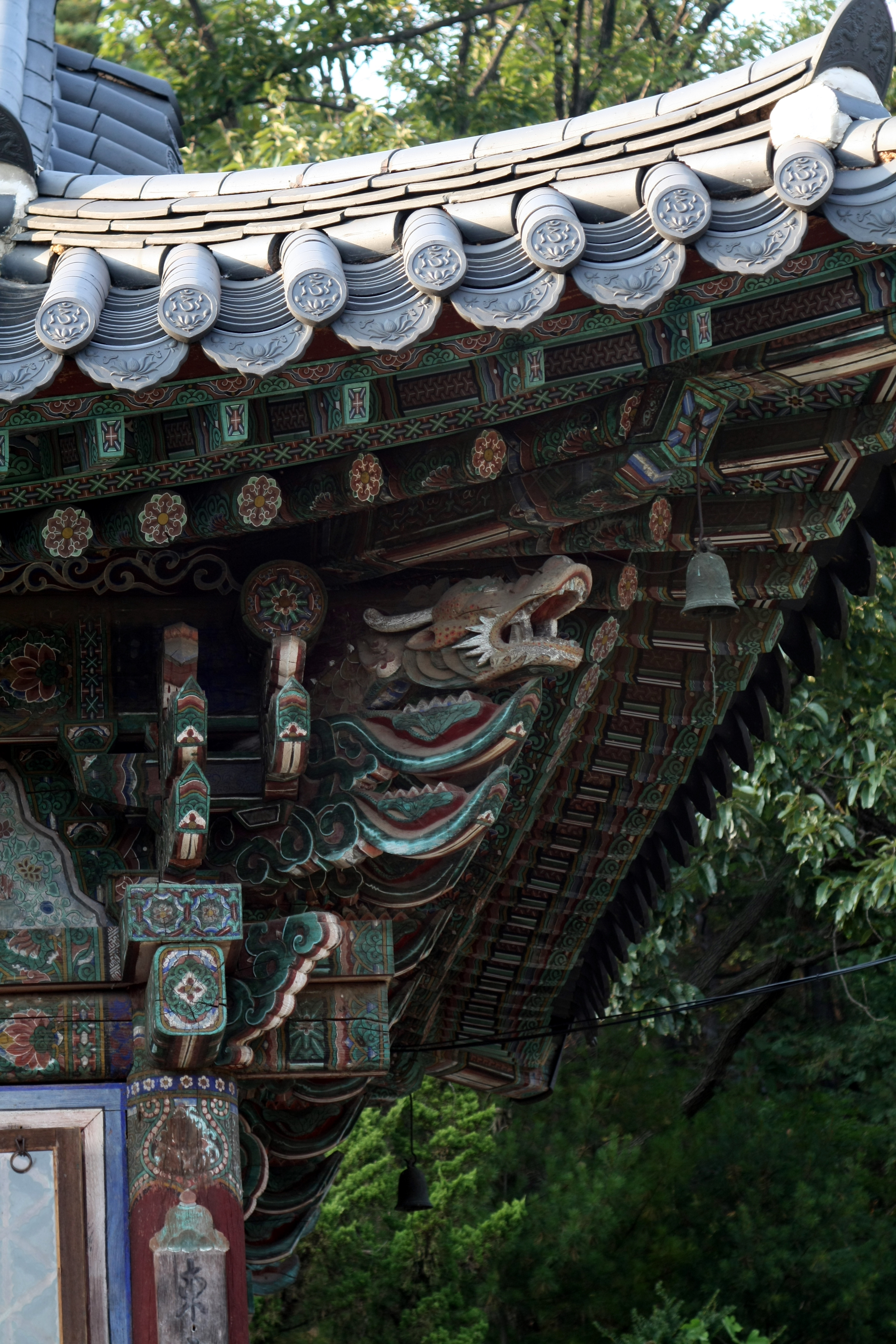
약사전 단청
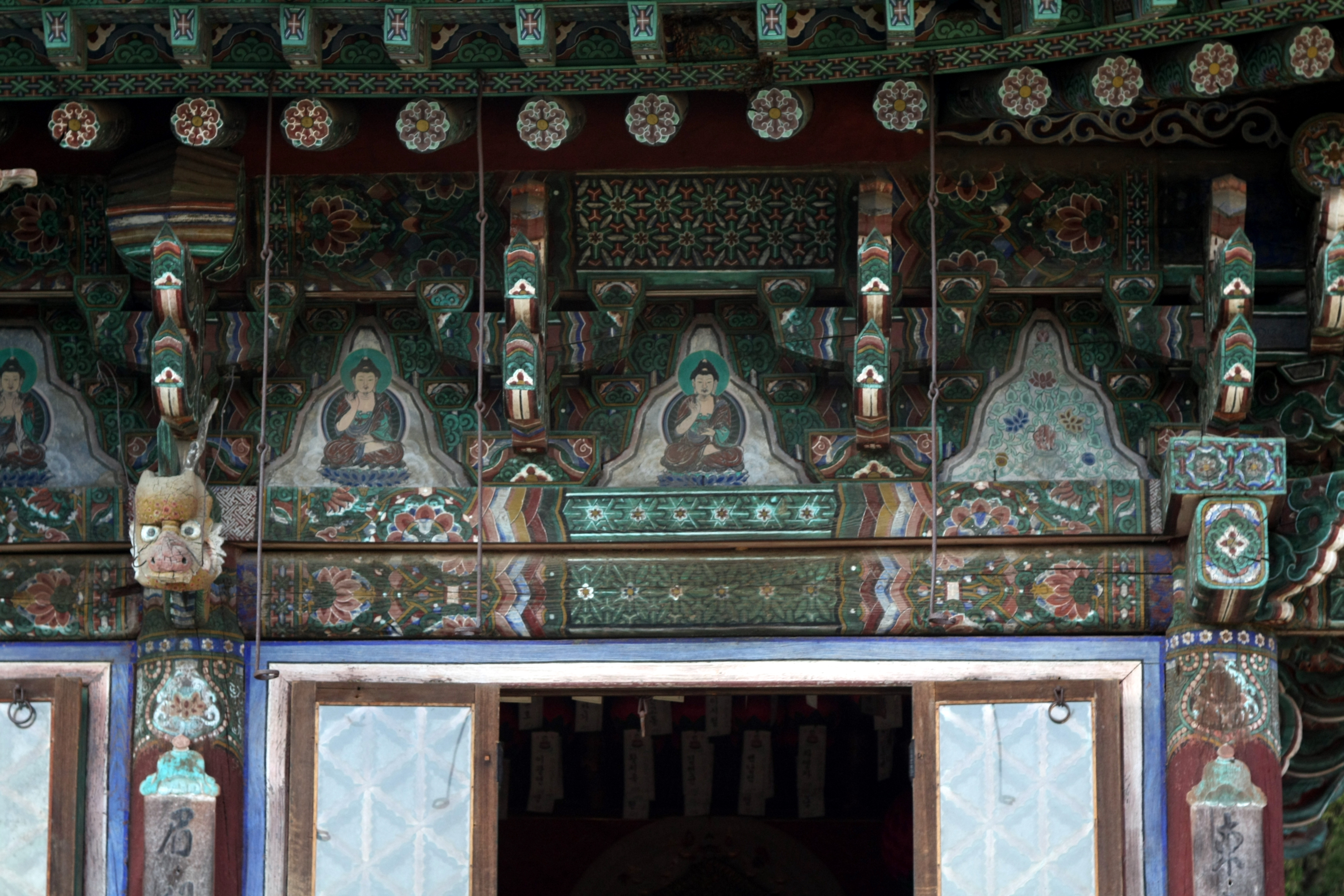
약사전 단청
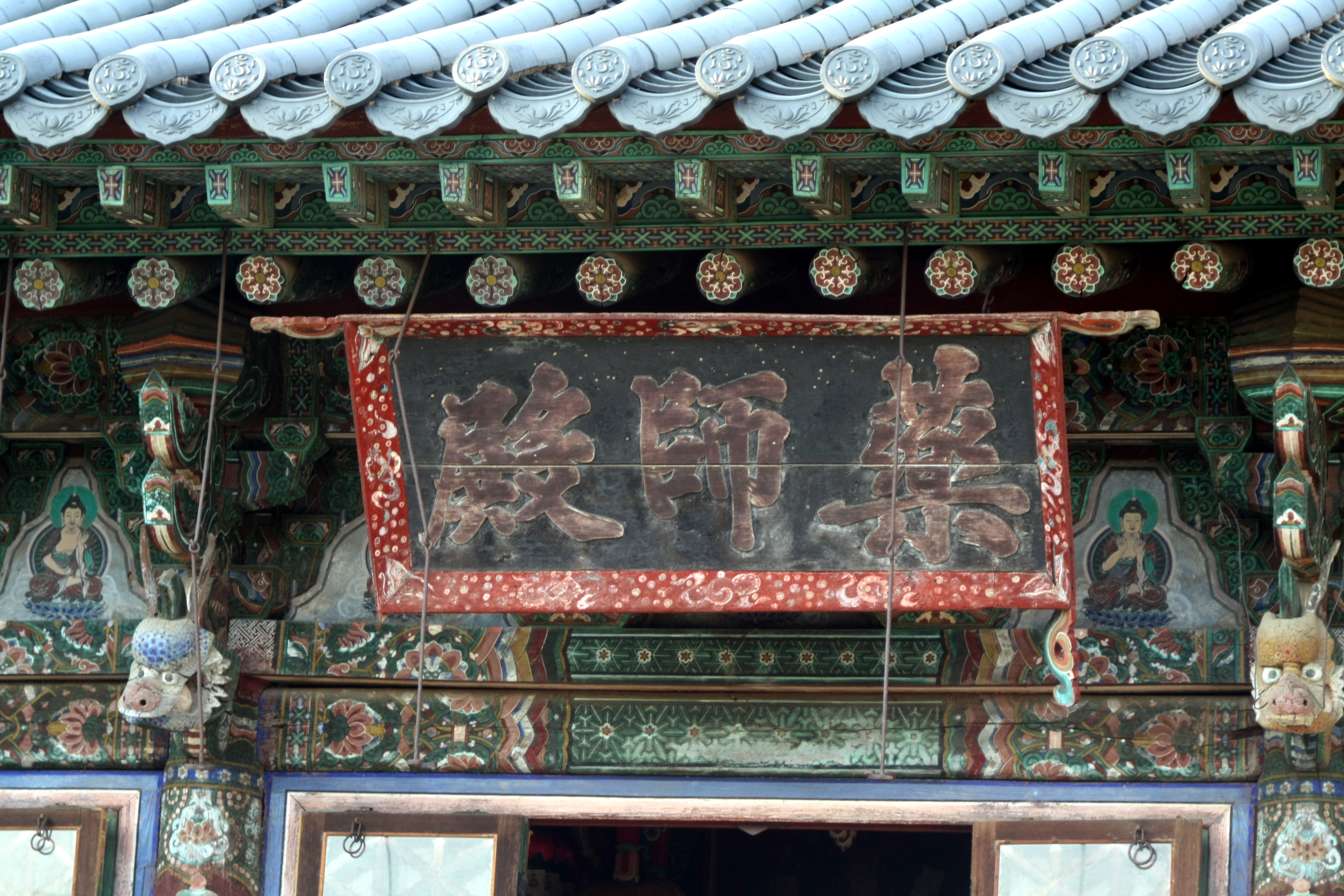
약사전 현판
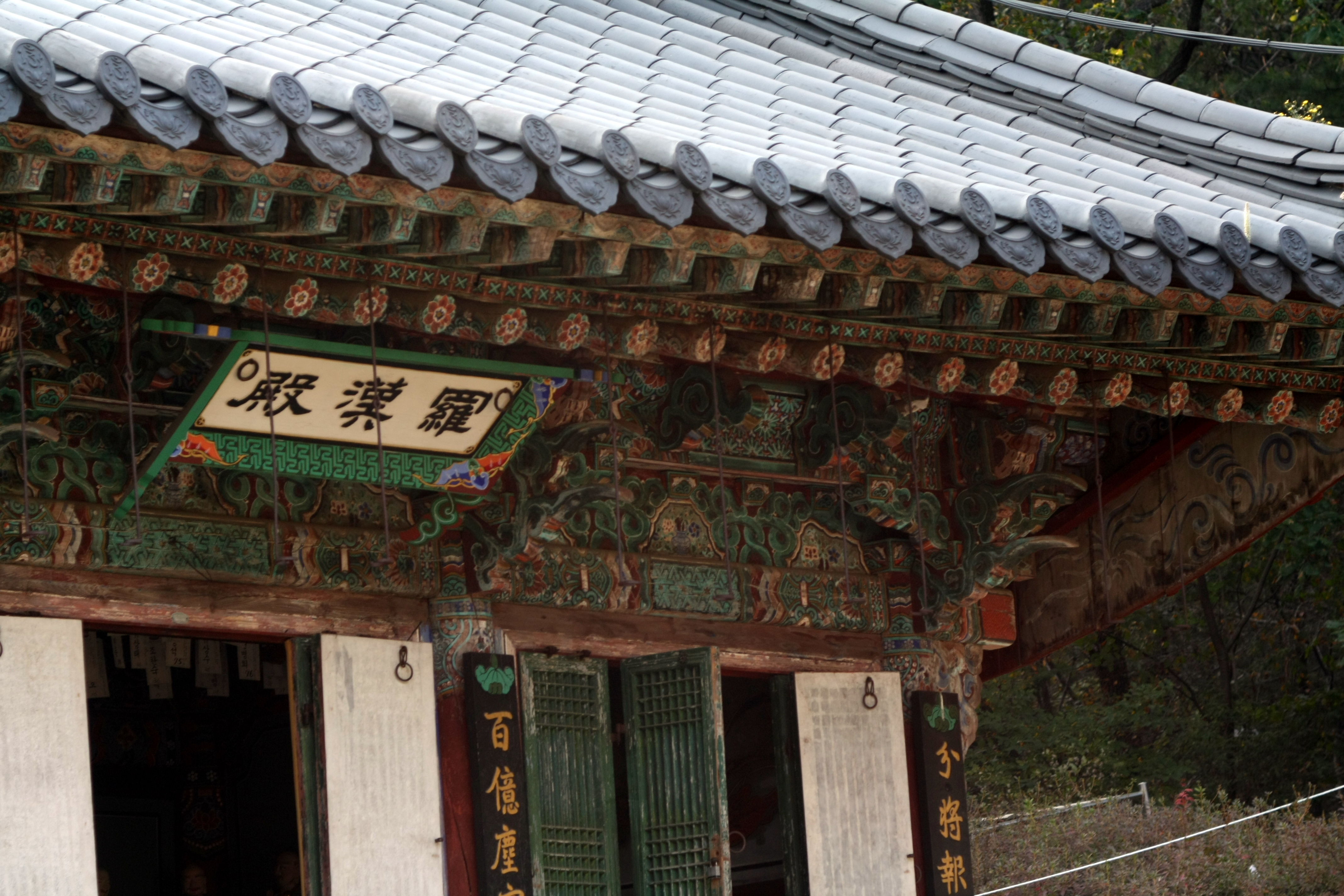
나한전 (고양시 향토문화재 제34호)
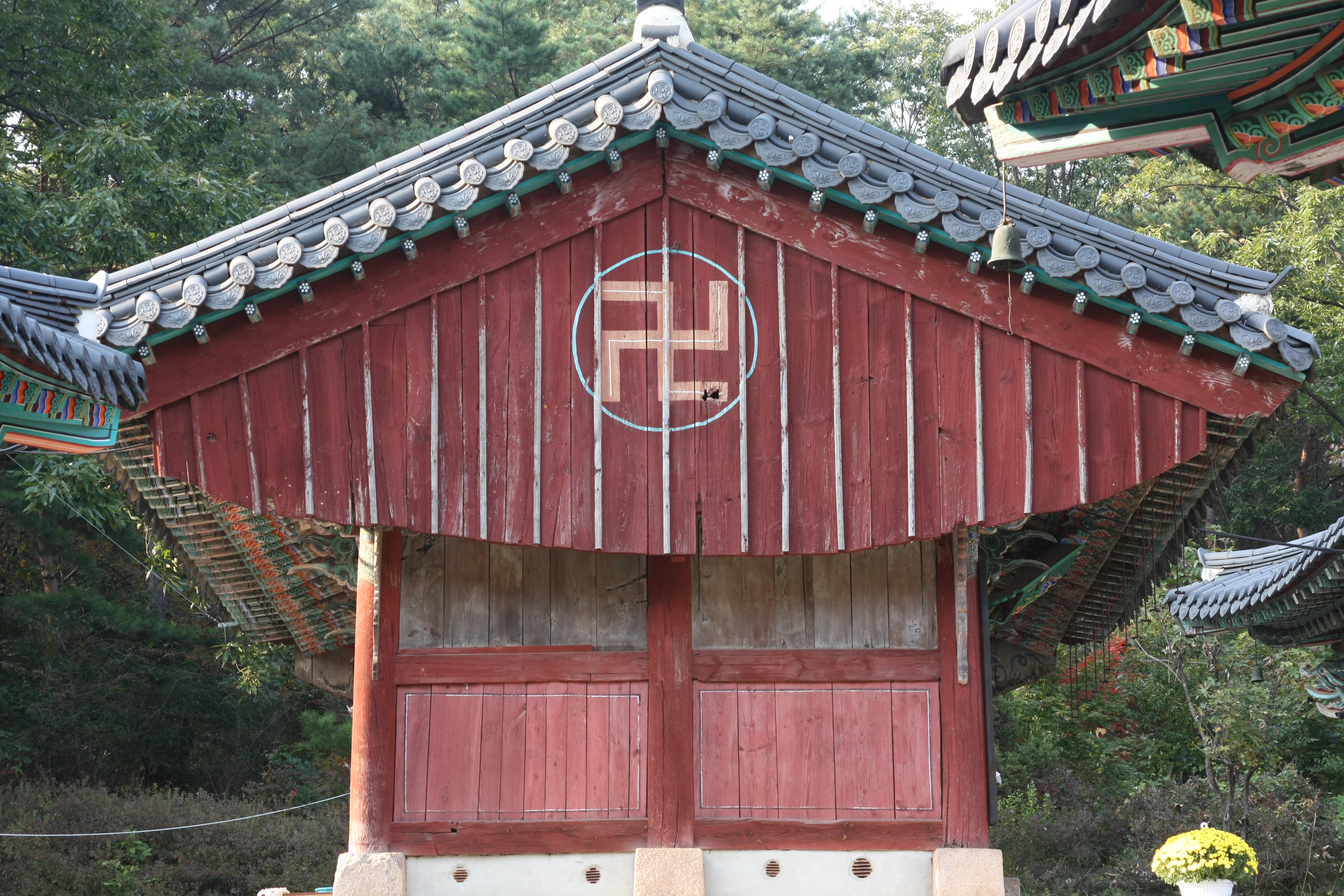
나한전 측면
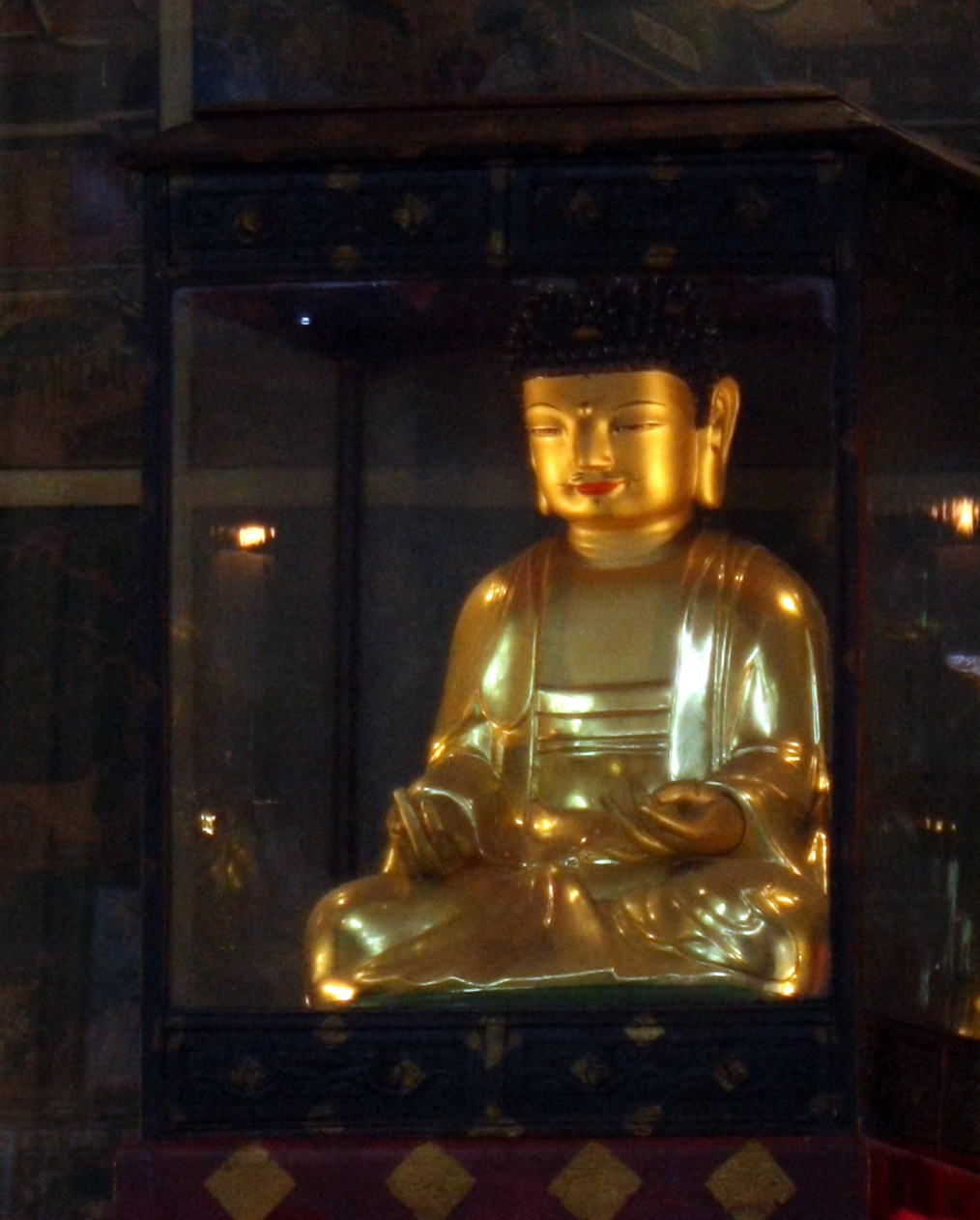
목조아미타여래좌상 (경기 문화재자료 제104호)

## 같이 보기
- 한미산

## 참고 자료
- “흥국사 창건설화”. 흥국사. 2008년 5월 24일에 원본 문서에서 보존된 문서. 2008년 5월 20일에 확인함.
- ““열린 사찰로 시민과 함께 하렵니다” - 지축동 흥국사 주지 대오스님”. 고양신문. 2002년 8월 24일. 2008년 5월 20일에 확인함.[깨진 링크(과거 내용 찾기)]